# 池ノ上容
池ノ上 容（いけのうえ ひろし、1910年（明治43年）12月7日 - 2003年（平成15年）4月18日）は、日本の造園研究者。国立公園行政家。千葉大学園芸学部教授を歴任。国立公園創設期から国立公園行政に携わり終生自然公園と共に歩んだ先覚者。鹿児島県生まれ。台湾育ち。

## 来歴・人物
旧制台北高等学校を経て1933年(昭和8年) 東京帝国大学農学部林学科を卒業。1933年(昭和8年) 内務省嘱託となり、衛生局保健課国立公園係に就任。当時内務省に入ったころはまだ国立公園の指定準備が進められている時期で、入省後間もなく中部山岳地域の現地調査に赴き何カ月も北アルプスの山々を歩き回り、5万分の1地形図に記載されている歩道は全て歩いたという。初仕事は中部山岳国立公園の区域設定の仕事だったという。
1938年(昭和13年) から厚生省体力局嘱託・施設課。1939年(昭和14年)満州・大同都市建設局技佐・土木科長。1941年(昭和16年) 官幣大社台湾神宮御造営奉賛会技師。1943年から1946年まで軍隊招集。1947年(昭和22年) 東京帝国大学付属演習林嘱託。非常勤講師。
1948年(昭和23年) 創設された厚生省国立公園部公衆保健局国立公園部管理課勤務。アメリカ国立公園局からチャールズ・リッチーが顧問として招聘され、ともに国内を回る。1950年、このときの報告に基づきアメリカの国立公園視察派遣。この時の経験から 日本の自然公園に対する考えを固め、自然公園行政中枢の指導者としての経験と知識が現在の自然公園における保護と利用の考え方に反映されている。
1959年(昭和34年) 厚生省大臣官房国立公園部計画課長に就任するが1962年(昭和37年) 厚生省を辞職する。
1962年(昭和37年) 財団法人国民休暇村協会を設立し、常務理事となる。自然公園の施設整備の遅れを問題視、厚生省の計画課長時代にその改善策に国民休暇村構想を打ち出し、事業推進のために設立した国民休暇村協会の常務理事に就いて事業を牽引、現在全国に36カ所、年間利用者数 400万人を超える「休暇村」の基礎を築いた。国民休暇村協会は金融機関から資金を借りて整備事業を展開していたため、運営に苦労することになる。
1967年(昭和42年) 自然公園制度に関する研究で農学博士(九州大学)。同年、千葉大学園芸学部教授。造園学科で造園学原論及び造園史並びに風景計画論研究室の初代教授であった小寺駿吉が停年退官し、後任に請われて第2代の教授に就任するが、国民休暇村事業がまだ軌道に乗り切っていないため国民休暇村協会を兼務する赴任をとる。大学では国際的な視野からの教育に力を入れ、研究室が後日多数の留学生を受け入れる素地をつくるほか、国際自然保護連合(IUCN)の委員としても活動する。さらに東京農工大学でも教鞭を執る。
1971年(昭和46年) 社団法人日本造園学会会長に就任。1974年(昭和49年) 千葉大学評議員。1976年(昭和51年) 千葉大学園芸学部停年退官。大学教育の傍ら自然環境保全計画、自然地域のレクリエーション地計画を策定し、今日もその成果は各地で活用されている。
1977年(昭和52年) 財団法人海中公園センター理事長となる。以降、財団法人国立公園協会副会長兼理事長（1980年)、社団法人日本造園学会名誉会員（1982年) 財団法人国立公園協会会長（1989年)といった要職や名誉職を歴任する。1993年(平成5年)に 財団法人国立公園協会名誉会長となる。多数の公益法人で役員を務め、後進の指導を続けた。
この他、(財)国民休暇村協会(現・休暇村協会)常務理事・理事, (財)海中公園センター理事・理事長,(財)国立公園協会理事・ 副会長兼理事長・会長・名誉会長,(財)日本環境協会理事, (財)日本目然保護協会理事・顧問,(財)国民公園保存協会理事、(財)自然公園美化管理財団(現・自然公園財団)理事、(財)サンワみどり基金理事,(社)国土緑化推進機構理事などを歴任した。
表彰等は1968年(昭和43年) 社団法人日本造園学会賞。1981年(昭和56年) 勲三等旭日中綬章。1991年(平成3年) 環境保全功労賞(環境庁長官賞)。1992年(平成4年) 社団法人日本造園学会上原敬二賞をそれぞれ受賞している。
また地域制自然公園の特異性について研究を続けた。1996年に『国立公園』544号に寄稿したの「地域制国立公園制度の検証(前編)」が絶筆となる。
物静かな性格で、静かにパイプでタバコをくゆらし、服装もダンディーでイギリス紳士的な雰囲気があったという。

## 著書
- 堀井勝・池ノ上容(1960)：自然公園法の解説：国立公園協会